# Theresienstadt

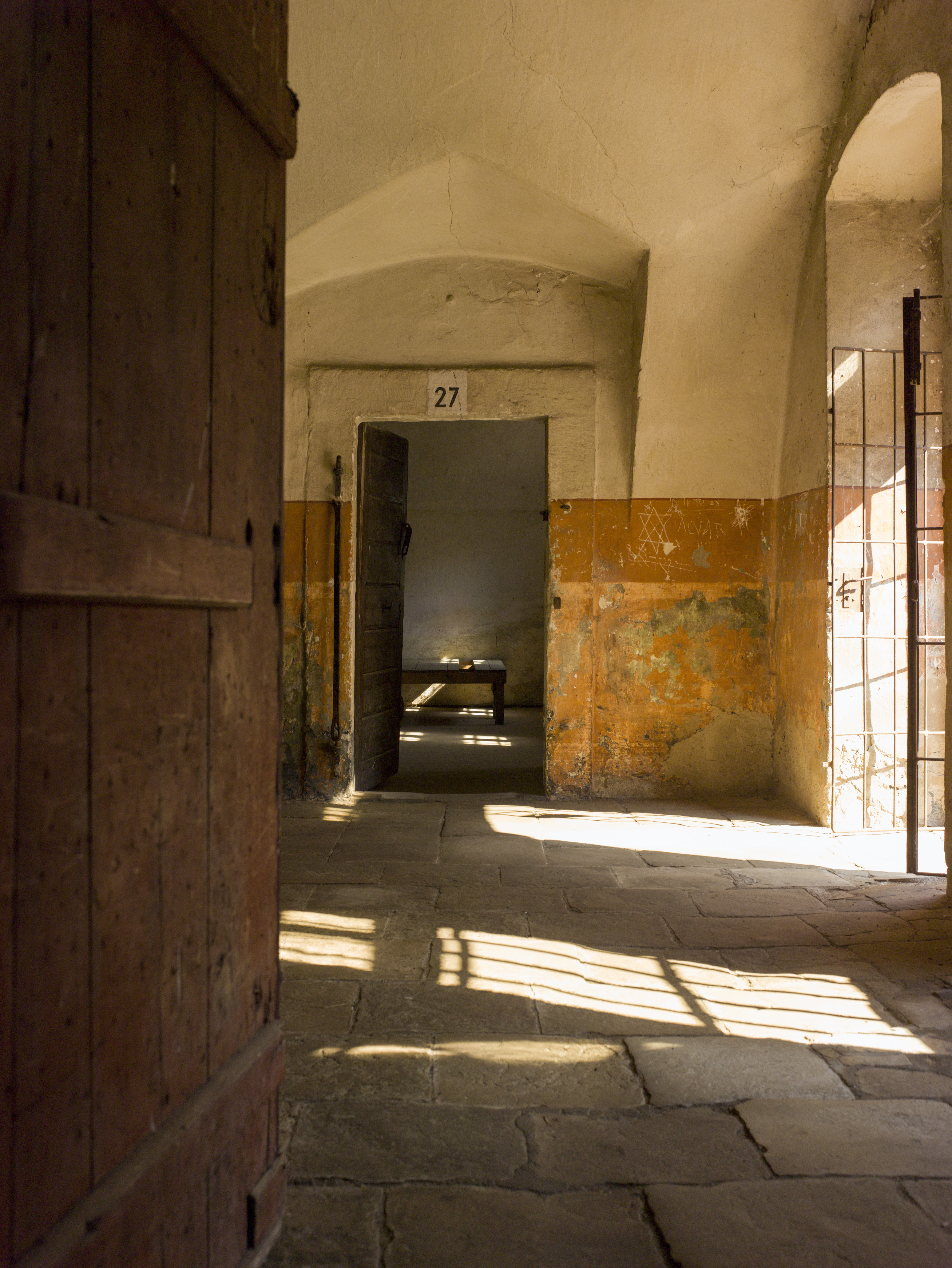
Widok celi 27 (z celi 28)

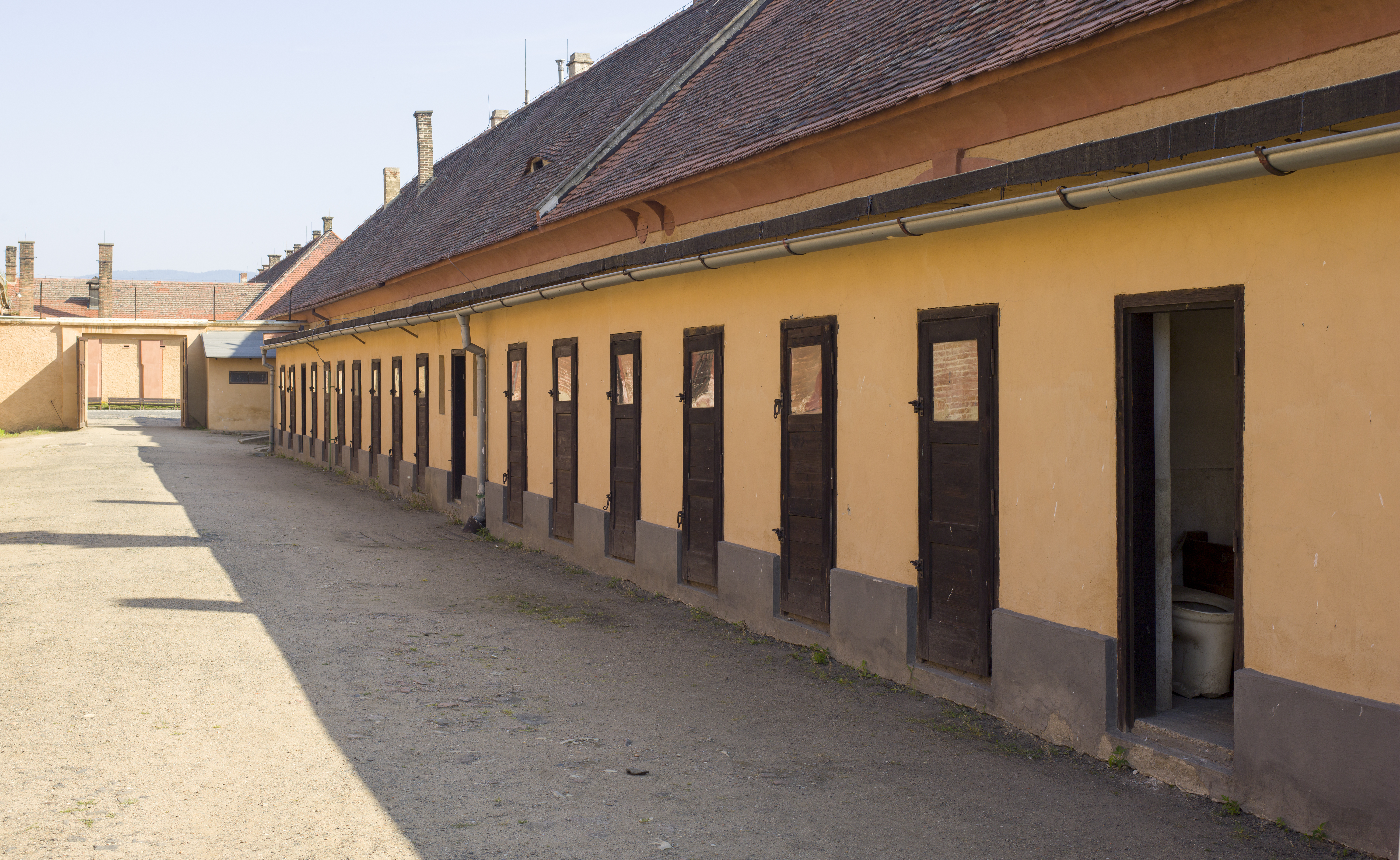
Pomieszczenia specjalne

Getto Theresienstadt, rzadziej Konzentrationslager Theresienstadt, czasem ort. Teresienstadt – kompleks dwóch niemieckich obozów koncentracyjnych utworzony na terenie Protektoratu Czech i Moraw, w miejscowości Terezin, na terenie Czech w austriackiej twierdzy z XVIII i XIX wieku. Składał się z getta dla Żydów oraz tak zwanego obozu przejściowego. Istniał w latach 1941–1945.

## Historia obozu i getta
Struktura urbanistyczna Terezina składa się z dwóch istotnych elementów: sporej wielkości miasta warownego, otoczonego murami Vaubana oraz wkomponowanej w system murów tak zwanej Małej Warowni. Pierwsza przestrzeń posłużyła Niemcom do stworzenia wielkiego getta, druga natomiast – obozu tranzytowego.

### Getto
W listopadzie 1941 całe warowne miasto zostało zamknięte i wedle rozkazu Heinricha Himmlera zmienione na getto żydowskie, do którego progresywnie przenoszono żydowskie rodziny, głównie z Protektoratu Czech i Moraw. Dla potrzeb polityki zagranicznej, jak również w pewnym stopniu propagandy wewnętrznej przedstawiano Theresienstadt jako „modelowe” getto, miejsce nowego typu osadnictwa żydowskiego czy wręcz obozu rodzinnego. De facto jednak miasto pełniło funkcję olbrzymiego obozu koncentracyjnego. Warunki życia były skrajnie ciężkie. Ludzie umierali z głodu i chorób.
W lipcu 1943 Watykan poprosił Niemców o możliwość inspekcji obozu, ale mu odmówiono.
Po umieszczeniu w getcie około 500 duńskich Żydów, Duński Czerwony Krzyż domagał się inspekcji w getcie.
23 czerwca 1944 szwajcarski i duński Czerwony Krzyż dokonały inspekcji obozu i getta w Terezinie za zgodą Niemców.
Obóz został wcześniej przygotowany, wyremontowany a także wzmożono wysyłki ludzi do obozu śmierci Auschwitz-Birkenau aby zmniejszyć przeludnienie.
Wizyta inspekcji Czerwonego Krzyża na czele ze Szwajcarem dr. Maurice Rosselem padła ofiarą wielkiego oszustwa przygotowanego przez niemieckich nazistów. Inspekcja została zaproszona tylko do obejrzenia wyremontowanych zabudowań i parków oddalonych od brudnych baraków i krematorium. Na rynku grała orkiestra, na ulicach bawiły się dzieci. Urządzono na rozkaz nazistów fałszywą synagogę w dawnej sali gimnastycznej. Żołnierze niemieccy nagle zniknęli, po ulicach spacerował spokojnie żydowski policjant.  Inspekcja Czerwonego Krzyża sporządziła wtedy pozytywny raport na temat tego niesławnego nazistowskiego obozu, po którym oprowadzał ich zastraszony przez Niemców "burmistrz" Paul Eppstein, który miał świeżo podbite oko. W Terezinie Niemcy terroryzowali Żydów, którzy tuż przed i po inspekcji byli wysyłani do obozów śmierci.
Zadbane i czyste miasto Terezin pełne spacerujących ludzi „to było piekło na ziemi”. Naziści wprowadzili tam też obowiązkowe aborcje.
W następstwie tej wizyty jesienią 1944 powstał na rozkaz nazistów absurdalny film propagandowy, w reżyserii Kurta Gerrona, ukazujący Żydów, którzy oddali się w ochronę III Rzeszy Niemieckiej i spokojnie żyją w eleganckim Theresienstadt w godnych warunkach. Niemiecki lektor przedstawił Terezin cynicznie i fałszywie jako „miasto uzdrowiskowe”. Film pokazuje radosnych i zdrowych ludzi. Film miał zostać pokazany światu, ale nie został nigdy opublikowany. Zachowała się tylko jego część. Reżyser zginął następnie w komorach gazowych Birkenau.
Organizacja getta była podobna do niektórych innych gett. W sprawach wewnętrznych opierała się na żydowskich „władzach samorządowych”, posiadających pewne – nieznaczne i wąskie – wpływy na niektóre aspekty życia codziennego. Pozwalało to przede wszystkim rozwinąć w bardzo ograniczonym zakresie samopomoc, szkolnictwo dla dzieci, życie kulturalne i religijne.
Początkowo zmarłych chowano w ziemi, lecz już w 1942 zbudowano krematorium. Prochy w 1944 usunięto do rzeki.
Dramatyczne chwile towarzyszyły ostatnim tygodniom istnienia obozu, gdy w czasie coraz słabszego i nieregularnego dopływu żywności do getta doszło „marszami śmierci” około 15 tysięcy więźniów z innych obozów, do których zbliżył się front.
3 maja 1945 Theresienstadt znalazł się pod kontrolą Międzynarodowego Czerwonego Krzyża, a ostatecznie jego więźniowie zostali oswobodzeni 8 maja, kiedy do miasta wkroczyła Armia Czerwona.
Komendant obozu, Austriak, SS-man Karl Rahm, został uznany przez czechosłowacki sąd za winnego zbrodni przeciwko ludzkości, skazany na śmierć i stracony w 1947.

### Obóz
Utworzony w tak zwanej Małej Warowni, w 1940 tranzytowy obóz koncentracyjny, w którym niemieccy narodowi socjaliści umieszczali ludzi, na przykład członków ruchu oporu, elity, osoby przyłapane na przekraczaniu prawa, księży, jeńców wojennych i tym podobnych. Wśród nich 90% stanowili Czesi, reszta pochodziła przede wszystkim z Polski, Jugosławii, Włoch, Francji, Wielkiej Brytanii czy Związku Radzieckiego. Przez ten obóz przeszło około 32 000 osób, z których 2600 zginęło. Większość nie przebywała długo w Małej Warowni, lecz była wysyłana do innych obozów koncentracyjnych. Brama do obozu nosi znamienny napis Arbeit macht frei.

## Więźniowie i ofiary
Getto Theresienstadt było miejscem martyrologii wyłącznie Żydów. Z początku getto było planowane jako miejsce zamknięcia przede wszystkim słynnych Żydów, za którymi mogą się wstawiać zagraniczne państwa. Sprawiło to, że w getcie zjawiła się elita żydowskiego życia politycznego, kulturalnego, naukowego.
W dalszym czasie tysiące transportów przywoziły żydowskie rodziny do Theresienstadt, przede wszystkim z Protektoratu Czech i Moraw, ale również z Rzeszy, Holandii, Danii, a w ostatnim okresie także ze Słowacji i Węgier. W 1942 w transporcie Żydów z Breslau (Wrocław) do tego getta trafił między innymi czeski kompozytor i dyrygent Viktor Ullmann.
W ciągu czterech lat istnienia przez Theresienstadt przeszło ponad 140 tysięcy ludzi. Liczbę ofiar w tym miejscu szacuje się na 35-60 tysięcy. Pozostałych, począwszy od października 1942, naziści stopniowo wywozili na zagładę do obozów koncentracyjnych, na przykład do Auschwitz-Birkenau, około 23 500 austriackich, czeskich i niemieckich Żydów deportowano do obozu zagłady w Małym Trościeńcu na Białorusi, 16 października 1944 w transporcie do Auschwitz znalazł się Viktor Ullmann (zginął 18 października w tamtejszej komorze gazowej). W sumie sześćdziesięcioma trzema takimi „transportami śmierci” wywieziono 87 tysięcy osób, w tym wiele tysięcy małych dzieci.
W dniu wyzwolenia w getcie było jeszcze 19 tysięcy osób, w tym 1600 dzieci poniżej 15. roku życia.

## Komendanci obozu
- Siegfried Seidl (1941–1943)
- Anton Burger (1943–1944)
- Karl Rahm (1944–1945)

## Dzieje powojenne
Po wojnie Mała Warownia służyła przez trzy lata jako więzienie dla zbrodniarzy wojennych oraz obóz ewakuacyjny dla Niemców wydalanych z Czechosłowacji. Przez cały okres komunizmu tematyka tego więzienia z lat 1945–1948 była kompletnie przemilczana przez władze i obłożona surową cenzurą. Miasto stało się na długie lata koszarami wojskowymi Czechosłowackiej Armii Ludowej. W 1947 upamiętniono getto, dziś funkcjonuje muzeum.